# Kaple Panny Marie Sněžné (Pihel)
Kaple Panny Marie Sněžné je samostatně stojící kaple u silnice I/9 mezi Českou Lípou a Novým Borem u vsi Pihel.

## Další údaje
Kaple stojí v části Horní Pihel. Pihel je místní částí města Nový Bor v severní části okresu Česká Lípa. Kaple náleží pod Římskokatolickou farnost v Sloupu v Čechách
Nevelká kaple je půdorysného obrysu s půlkruhovým presbytářem. Je opatřena okny, vchodem, mansardovou střechou a malou zvonicí.
Bohoslužba se zde koná jednou ročně 5. srpna na svátek Panny Marie Sněžné, jinak je uzamčena.